# Gambusia clarkhubbsi
Gambusia clarkhubbsi är en fiskart i familjen levandefödande tandkarpar som lever förekommer i södra USA, bland annat i San Felipe Creek i Texas.

## Utseende
Arten är en liten men robust fisk som blir knappt 6 cm lång. Könen skiljs från varandra genom honans större buk, och genom att analfenan hos hanen är omvandlad till ett kanalförsett parningsorgan – ett så kallat gonopodium.

## Fortplantning
Hos Gambusia clarkhubbsi sker fortplantningen genom inre befruktning, där hanens gonopodium används som parningsorgan. Arten är vivipar och honan föder sålunda levande ungar. Detta kan upprepas flera gånger utan mellanliggande parningar, eftersom honan som hos alla Gambusia kan spara livskraftig sperma i äggledarna genom så kallad förrådsbefruktning.